# 湧永製薬
湧永製薬株式会社（わくながせいやく）は、大阪府大阪市福島区にて湧永満之によって創業された日本の製薬会社である。創業当時の社名は湧永薬品。1982年（昭和57年）6月、湧永製薬株式会社に商号変更。現在の本社は大阪府大阪市淀川区にある。現在の社長は湧永寛仁（四代目）。

## 概要
創業当初の主力商品は「レックソールH」という痔疾用薬であった。その後、滋養強壮剤のレオピンが主力商品となり、現在はキヨーレオピン、キヨーレオピンネオ、レオピンファイブ、レオピンファイブネオ、レオピンロイヤルの名称で売られている。
キヨーレオピンの名称の由来は「強」と「レオポン」にちなんでいる。
湧永製薬のハンドボールクラブ「安芸高田ワクナガハンドボールクラブ」は日本ハンドボールリーグで過去8回、実業団リーグで16回、国体18回、全日本総合で14回の優勝を誇る強豪チームである。

## 沿革
- 1955年（昭和30年） - 湧永満之が当社の前身となる湧永薬品を設立。ファーマコン製薬の「レックソール」などの販売権を得て医薬品販売をする。
- 1960年（昭和35年） - 後に主力製品となる滋養強壮剤の「レオピン」を発売。1965年に「キヨーレオピン」と改称する。
- 1962年（昭和37年） - 「レオピン」販売のための薬局・薬店の組織レオピン会（後の日本専門薬局同志会）が発足。
- 1963年（昭和38年） - 兵庫県神戸市にあった製造部門が手狭になったため、湧永満之の故郷である広島県高田郡甲田町（現在の安芸高田市）に工場を建設。
- 1968年（昭和43年） - キヨーレオピンの主要な原料であるニンニクの栽培のため、広島県に自社農園を建設。1971年（昭和46年）には北海道にも自社農園を建設する。
- 1969年（昭和44年） - ハンドボール部を設立する。
- 1981年（昭和56年） - バイオ技術による消化管ホルモン「セクレチン」の産生に世界で初めて成功。
- 1992年（平成4年） - 拡大する需要に対応する為、広島県に新工場を建設。
- 2003年（平成15年） - 新製品の「レオピンロイヤル」から、従来の英語表記のロゴ「WAKUNAGA」に樹木をモチーフにしたアイコンを組み合わせた新しいシンボルマークを導入。
- 2005年（平成17年） - 創立50周年を迎える。
- 2006年4月（平成18年） - ソフトカプセルの崩壊遅延防止に関する特許を取得。
- 2007年3月（平成19年） - 第4代社長に湧永寛仁が就任。
- 2007年5月 - 肥満関連遺伝子から肥満のタイプを判定する検査キット「Wak-Navi 肥満関連遺伝子検査キット」発売。2008年（平成20年）4月から販売エリアを全国に拡大、翌月からは通信販売も開始した。
- 2011年1月（平成23年） - ホームページ・プレスリリース・梱包用段ボールなどに使用するコーポレートロゴマークを「WAKUNAGA」から「Wakunaga」に変更し、スローガンを"あなたの元気を未来につなぐ"に改める（なお、製品に記載するシンボルマークは従来通り）。
- 2013年1月（平成25年） - ロングセラーブランド「キヨーレオピン」・「レオピンファイブ」を生活習慣の変化に合わせて処方改良した「キヨーレオピンw」・「レオピンファイブw」を発売。
- 2017年5月（平成29年） - 子会社の株式会社ヘルスベストを吸収合併[2]。
- 2021年3月（令和3年） - コーポレートロゴマークを改定。約10年ぶりに大文字表記の「WAKUNAGA」に回帰され、"W"と"N"は強調するとともにアーク（円弧）でつながれたデザインとなる[3]。

## 事業所
本社
- 大阪府大阪市淀川区宮原4丁目5番36号 セントラル新大阪ビル5階

工場・広島事業所・配送センター
- 広島県安芸高田市甲田町下甲立1624番地

東京支社
- 東京都新宿区荒木町13番4号　住友不動産四谷ビル７F

原材料のニンニクは北海道の提携農園で栽培している。

## 主な製品
- レオピン（滋養強壮剤） - 液剤（キヨーレオピンw、キヨーレオピンネオ、レオピンファイブw、レオピンファイブネオ、レオピンロイヤル）は2016年3月に化粧箱を外装フィルムやトレーを省いたオープンパネル方式に変更。「レオピンロイヤルキャプレット」の発売を機に2020年6月から全製品で「WAKUNAGA」ロゴに代えて「レオピン60周年」の記念ロゴとなり、2022年に新「WAKUNAGA」ロゴに再度変更されている。
  - キヨーレオピンw【第3類医薬品】 - 2013年1月に従来の「キヨーレオピン」をリニューアル。従来配合されていたビタミンB12をビオチンに変更。
  - レオピンファイブw【第2類医薬品】 - 2013年1月に従来の「レオピンファイブ」をリニューアル。ビタミンB1塩酸塩をビタミンB6に変更するとともに、ゴオウチンキが増量された。
  - キヨーレオピンネオw【第3類医薬品】 - 2022年6月に「キヨーレオピンネオ」をリニューアル。ニコチン酸アミドとパンテノールをビタミンB1とビタミンB2に差し替える処方変更が行われた。
  - レオピンファイブネオ【第2類医薬品】 - 2008年9月発売。
  - レオピンロイヤル【第2類医薬品】
  - キヨーレオピンキャプレットS【第3類医薬品】 - 「キヨーレオピン」のキャプレット（カプセル型錠剤）タイプ。2016年4月に「キョーレオピンキャプレット」のキャプレットを小粒化してリニューアル。
  - レオピンファイブキャプレットS【第2類医薬品】 - 「レオピンファイブ」のキャプレット（カプセル型錠剤）タイプ。2015年9月に「レオピンファイブキャプレット」のキャプレットを小粒化してリニューアル。
  - レオピンロイヤルキャプレット【第2類医薬品】 - 2020年6月発売。「レオピンロイヤル」のキャプレット（カプセル型錠剤）タイプ。
- シトリーヌα【第3類医薬品】（ビタミンC主薬製剤） - 2009年3月発売
- グラッドル錠【第2類医薬品】（ビタミンB1主薬製剤） - 2009年2月にパッケージリニューアル。
- ボンエナ（カルシウム主薬製剤）
  - ボンエナCa微粒【第3類医薬品】
  - ボンエナCa錠【第3類医薬品】
- フジコール（風邪薬）
  - フジコールIP錠【指定第2類医薬品】 - 2019年8月発売。糖衣錠タイプ。（製造販売元:三宝製薬）
  - フジコールカプセル【指定第2類医薬品】 - カプセルタイプ。
  - ワクナガフジコールW【第2類医薬品】 - スティック包装の散剤タイプ。
- セキセチン（鎮咳去痰薬）
  - セキセチン去たんカプセル【第2類医薬品】 - 2022年10月発売。（製造販売元:滋賀県製薬）
  - セキセチン咳止め【指定第2類医薬品】 - シロップタイプ
- フジビトール（鼻炎用薬）
  - フジビトールB錠【第2類医薬品】 - 漢方製剤（葛根湯加川芎辛夷）
  - フジビトール鼻炎薬S【指定第2類医薬品】 - カプセルタイプの鼻炎用内服薬（プソイドエフェドリン塩酸塩配合）
  - フジビトール【第2類医薬品】 - カプセルタイプの生薬製剤
  - フジビトールS錠【第2類医薬品】 - 2020年2月発売。漢方製剤（辛夷清肺湯）。チャック付きパウチ包装仕様。（製造販売元:中村薬品工業）
  - フジビトール点鼻薬【第2類医薬品】
- オプターナ（目薬）
  - オプターナ目薬【第2類医薬品】（製造販売元：東亜薬品）
  - オプターナピュア【第2類医薬品】（製造販売元：東亜薬品）
  - オプターナ黄粋目薬【第2類医薬品】（製造販売元：佐賀製薬）
- ワクナガ胃腸薬
  - ワクナガ胃腸薬U【第2類医薬品】 - スティック顆粒（制酸成分+胃粘膜保護成分配合）
  - ワクナガ生薬胃腸薬【第2類医薬品】 - スティック散剤（10種の生薬成分配合）
  - ワクナガ胃腸薬L【第3類医薬品】 - 錠剤（ウルソデオキシコール酸+ガジュツ末配合）
  - ワクナガ胃腸薬G【第2類医薬品】 - 錠剤（胆汁エキス末+消化酵素配合）
- レック（痔疾用薬）
  - レックS軟膏/S坐剤【指定第2類医薬品】 - ステロイド製剤（ヒドロコルチゾン酢酸エステル配合）。色がスカイブルーとなっているのは、有効成分として配合されているグアイアズレン由来によるものである。
  - レックH軟膏/H坐剤【第2類医薬品】 - 非ステロイド製剤
- ノイガン（外用鎮痛消炎薬）
  - 新ノイガンハップクール【第3類医薬品】 - 冷感パップ剤（製造販売元：帝國製薬）。
  - 新ノイガンハップホット【第3類医薬品】 - 温感パップ剤（製造販売元：帝國製薬）。
  - 新ノイガンエス【第3類医薬品】 - 塗るタイプ
- 眠りエール【機能性表示食品】 - 2022年3月発売。ラフマ由来ヒペロシド・ラフマ由来イソクエルシトリン・GABAを機能性関与成分として含有するカプセルタイプ。
- 宝脚（ほうきゃく）【機能性表示食品】 - 2021年6月発売。HMBカルシウムを機能性関与成分として含有する粒タイプ。同年3月のコーポレートロゴ変更後初めて新「WAKUNAGA」ロゴを製品パッケージに最初に導入した製品でもある。
- 潤和華(うるわか)【機能性表示食品】 - 2019年9月発売。ヒアルロン酸ナトリウムを機能性関与成分として含有するドリンクタイプ。
- キョーリック - 本ブランドは元々「レオピン」の海外向けブランドで展開されていたが、2017年1月に熟成ニンニク抽出液を配合したサプリメントとして日本でもブランドを立ち上げ、その後、ラインナップを増やしてシリーズ化された。機能性関与成分を配合した機能性表示食品に区分される製品が大半となる。
- プレビジョン - 健康補助食品（サプリメント）のブランド。2022年5月に「アクティブブレイン」からリニューアルされた「アクティブブレインプレミアム」で新「WAKUNAGA」ロゴとなる。

## 提供番組
キヨーレオピンのラジオ・テレビで流れるCMの共通事項として、製品CMの後に特約店を紹介するものが差し込まれる（ラジオの場合はアナウンスのみ）。

### テレビ
現在
2022年5月現在、提供番組は持っていない。
過去
- クイズ地球どんぶり!（フジテレビ系列）
- 情報プレゼンター とくダネ!（フジテレビ系列）

など

### ラジオ
現在
主にスポットとしてJRN・NRN加盟局及び一部JFN加盟局の番組内でカウキャッチャーまたはヒッチハイク枠で多く放送されている。また、地方局のスポットCMではCMの最後に、その地域の放送エリア内を対象としたキヨーレオピンの取り扱い薬局・薬店の告知（KBS京都の場合は京都府と滋賀県の当該店舗）が流れている。
過去
- NRN全国34局ネット平日朝に放送されていた5分のミニ番組（文化放送制作。1991年（平成3年）9月まで）→富士重工と合流して10分のミニ番組になって放送されていた文化放送制作の帯番組（1991年（平成3年）10月 - 1996年（平成8年）3月。担当者は榊原郁恵・寺島尚正→千田正穂→野村邦丸と交代していった）
- 文化放送の朝 - 夕方まで各ワイド番組内スポット提供（PT扱いの時期もあり）

など多数。